# 皮尔凯环形山

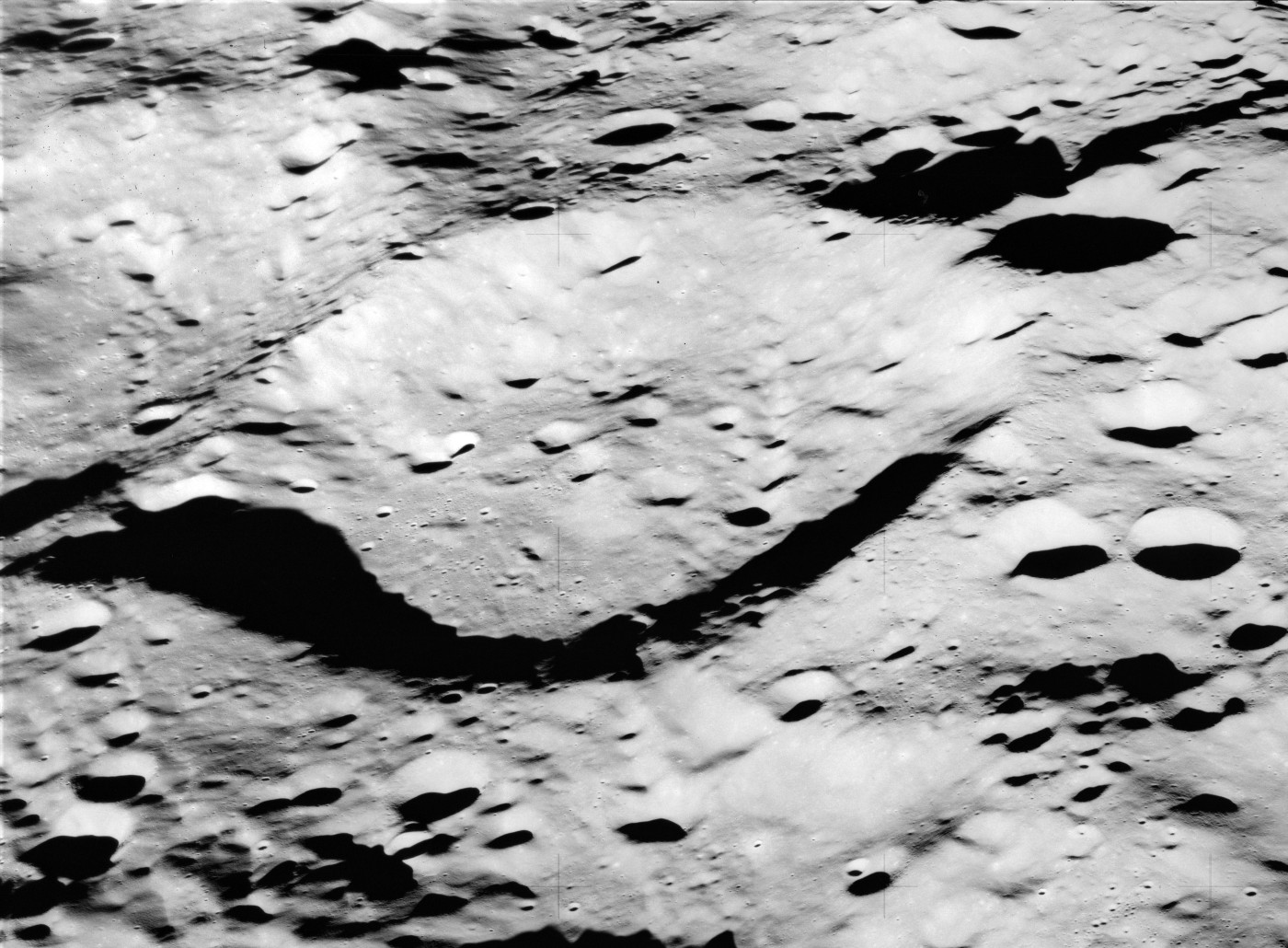
阿波罗17号拍摄的东向斜视图

皮尔凯环形山(Pirquet)是月球背面南半球一座古老的大撞击坑，约形成于酒海纪代，其名称取自奥地利航天领域科学家吉多·冯·皮尔凯男爵(Guido von Pirquet，1880年-1966年)，1976年被国际天文学联合会正式批准接受。

## 描述
该陨坑西北毗邻邦达连科陨石坑；东北靠近丹宁陨石坑；伊萨耶夫环形山位于东北偏北；东面坐落着巨大的加加林环形山；列维-齐维塔环形山和费先科夫陨石坑分别在它的东南和西南方。该环形山中心月面坐标为20°20′S 139°56′E / 20.34°S 139.93°E，直径62.1公里，深度2.7公里。
皮尔凯环形山外观圆状，北侧带有一处外突的小尖角。受后续撞击侵蚀，该陨坑已严重磨损，沿边缘及坑底覆盖着众多细小的陨坑。东南偏南内壁上嵌入了一座较大的撞击坑。皮尔凯环形山坑壁高出周边地形1250米，内部容积约3700公里3。碗状的坑底表面崎岖，散布着许多小陨坑。
皮尔凯环形山所在区域周围布满了无数由西面齐奥尔科夫斯基环形山创建时所溅射形成的次生坑。

## 卫星陨石坑
按惯例，最靠近皮尔凯环形山的卫星坑在月图上以字母标注在该坑中心点的旁边。

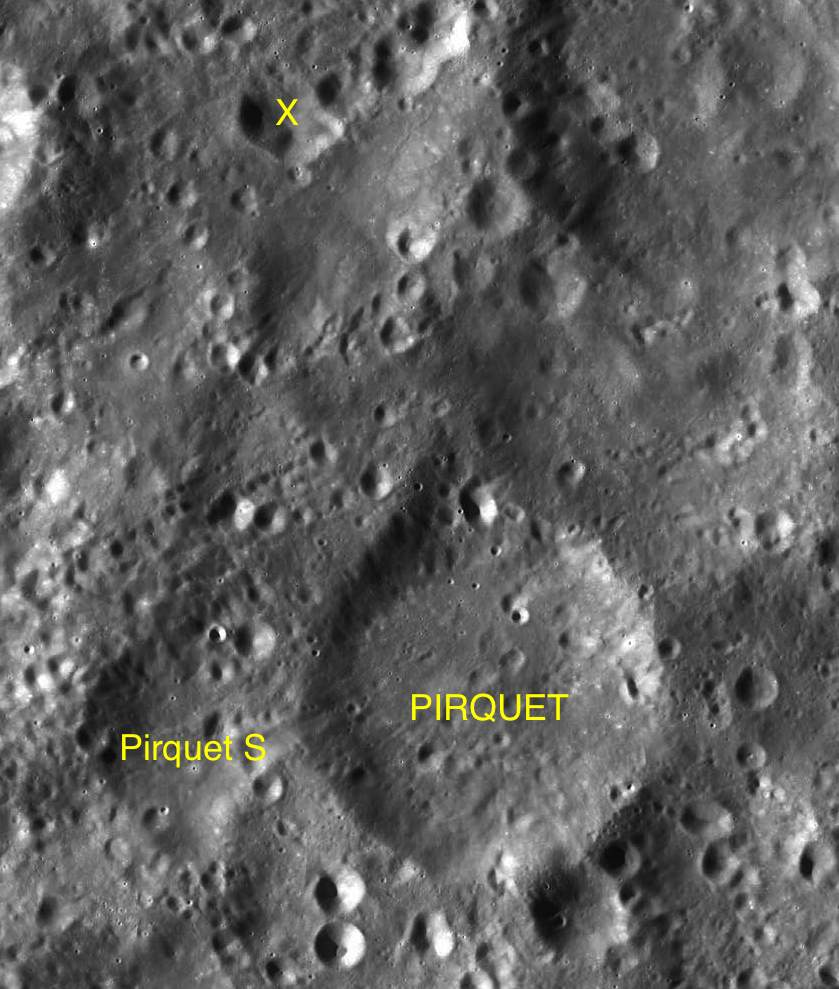
LAC-102 月图

| 皮尔凯 | 纬度    | 经度     | 直径    |
| ------ | ------- | -------- | ------- |
| S      | 20.6° S | 137.7° E | 30 公里 |
| X      | 17.2° S | 138.5° E | 17 公里 |

## 另请参阅
- Andersson, L. E.; Whitaker, E. A. . NASA RP-1097. 1982.
- Blue, Jennifer. . USGS. July 25, 2007  [2007-08-05]. （原始内容存档于2014-09-24）.
- Bussey, B.; Spudis, P. . New York: Cambridge University Press. 2004. ISBN 978-0-521-81528-4.
- Cocks, Elijah E.; Cocks, Josiah C. . Tudor Publishers. 1995. ISBN 978-0-936389-27-1.
- McDowell, Jonathan. . Jonathan's Space Report. July 15, 2007  [2007-10-24]. （原始内容存档于2012-05-26）.
- Menzel, D. H.; Minnaert, M.; Levin, B.; Dollfus, A.; Bell, B. . Space Science Reviews. 1971, 12 (2): 136–186. Bibcode:1971SSRv...12..136M. doi:10.1007/BF00171763.
- Moore, Patrick. . Sterling Publishing Co. 2001. ISBN 978-0-304-35469-6.
- Price, Fred W. . Cambridge University Press. 1988. ISBN 978-0-521-33500-3.
- Rükl, Antonín. . Kalmbach Books. 1990. ISBN 978-0-913135-17-4.
- Webb, Rev. T. W.  6th revised. Dover. 1962. ISBN 978-0-486-20917-3.
- Whitaker, Ewen A. . Cambridge University Press. 1999. ISBN 978-0-521-62248-6.
- Wlasuk, Peter T. . Springer. 2000. ISBN 978-1-85233-193-1.